# Feminismo separatista

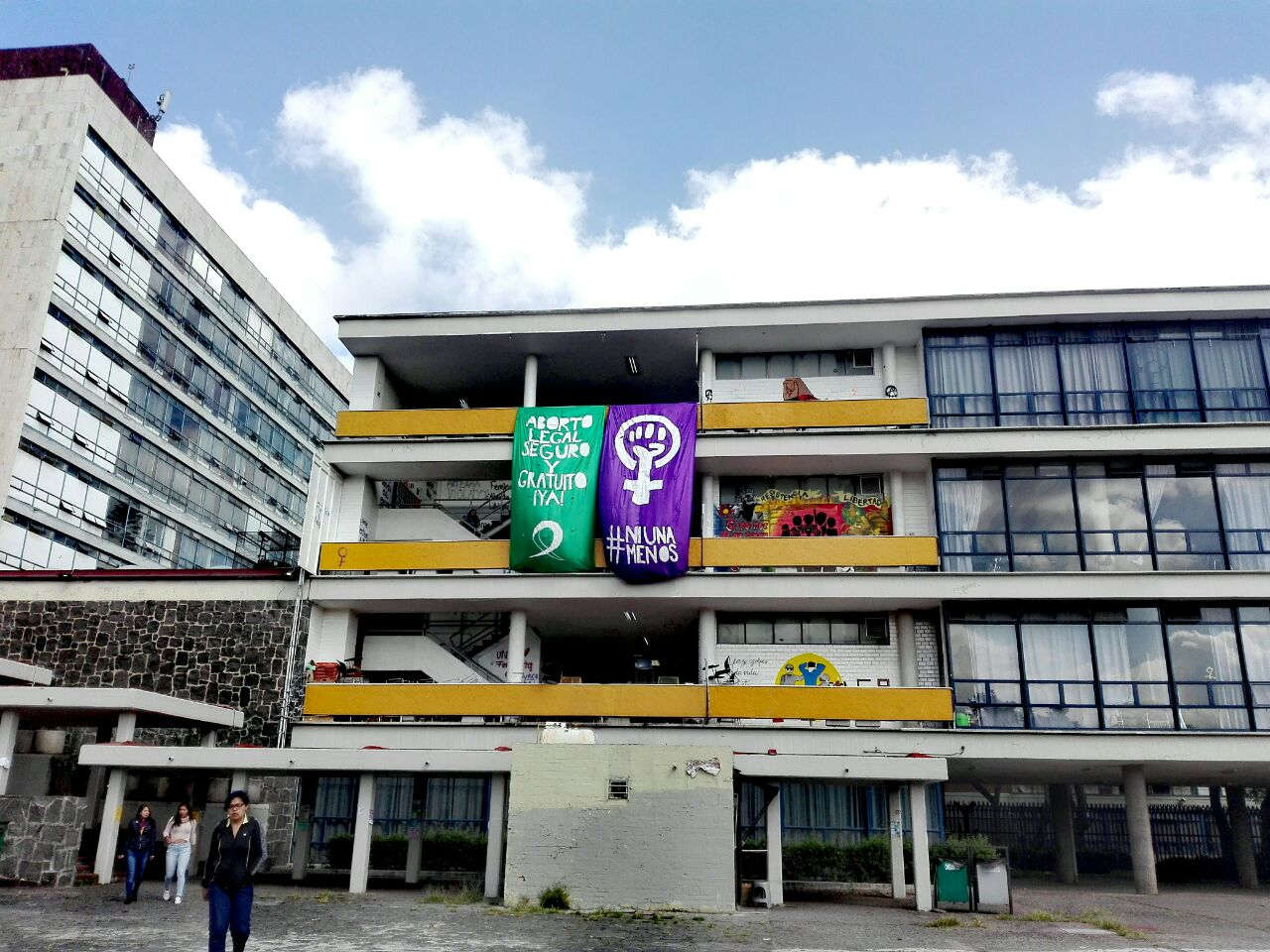
Durante las manifestaciones contra el acoso en la Universidad Nacional Autónoma de México de 2019-2020 en México, las manifestantes se identificaron como «feministas separatistas».

El feminismo separatista o separatismo feminista sostiene que se debe dar la separación de los hombres en ciertos ámbitos,  para que las mujeres puedan tener espacios seguros. Debido a que gran parte de su teorización se basa en el feminismo lésbico, el separatismo feminista es a menudo considerado simplemente un separatismo lésbico, pero muchos aspectos del movimiento feminista utilizan y han sido influenciados por el separatismo feminista general.  Las feministas separatistas creen que las mujeres tienen derecho a espacios segregados por sexo (en refugios, casas de acogida, baños). Estos espacios seguros no se refieren exclusivamente a los varones, ya que el impacto de la inclusión de las mujeres trans en los espacios solo para mujeres genera malestar y temor en muchas mujeres, incluyendo el temor a ser abusadas sexualmente.
La autora Marilyn Frye describe el separatismo feminista como la «separación de varios tipos o modos de los hombres y de las instituciones, relaciones, roles y actividades definidas por los hombres, dominadas por los hombres y que operan en beneficio de los hombres y el mantenimiento del privilegio masculino. Esta separación es iniciada o mantenida por mujeres.

## Antecedentes

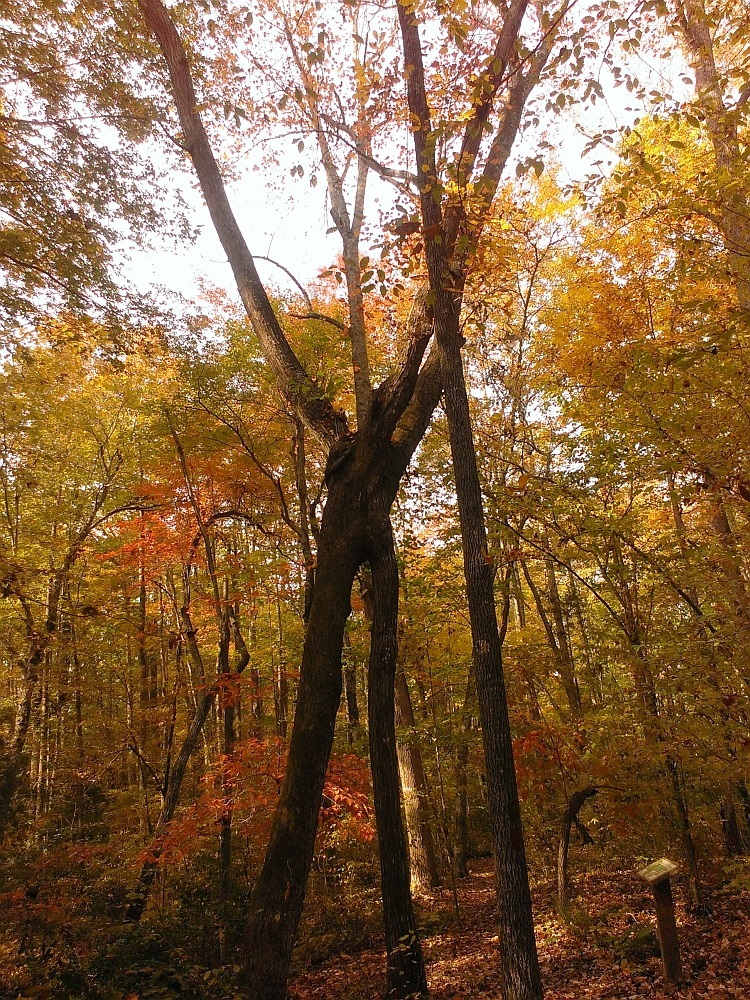
Zona de Oregon Women's Land Trust, un sitio residencial creado por y para mujeres en el sur de Oregón (Estados Unidos). La idea surgió por parte de Open Land Trust entre 1975 y 1976, como un proyecto para mujeres en condiciones económicas delicadas. Con el tiempo el lugar se volvió un punto de encuentro para el público femenino. El área residencial forma parte de las llamadas «tierras de Womyn», símbolo del separatismo feminista.

La crítica cultural Alice Echols describe la aparición de un movimiento separatista lésbico como una respuesta a los sentimientos homofóbicos expresados por organizaciones feministas como la Organización Nacional para las Mujeres. Echols sostiene que «...la introducción del sexo (homosexual) molestó a muchas feministas heterosexuales que habían encontrado en el movimiento de las mujeres un bienvenido respiro de la sexualidad». Echols consideraba el separatismo como una estrategia lésbica para desvincular el lesbianismo del sexo para que las mujeres heterosexuales del movimiento feminista se sintieran más cómodas.
Uno de los primeros ejemplos de separatismo feminista fue Cell 16, grupo fundado en 1968 por Roxanne Dunbar. Echols atribuye a Cell 16 el mérito de haber ayudado a «establecer las bases teóricas para el separatismo lésbico». Echols cita a Cell 16 como un ejemplo de separatismo feminista heterosexual, ya que el grupo nunca abogó por el lesbianismo como estrategia política.
En No More Fun and Games, el periódico de Cell 16, Roxanne Dunbar y Lisa Leghorn aconsejaron a las mujeres «separarse de los hombres que no trabajan conscientemente por la liberación de la mujer». En cambio, aconsejaron períodos de celibato en lugar de relaciones lésbicas, las cuales consideraron «nada más que una solución personal».

## Corrientes dentro del separatismo feminista

### Separatismo feminista general
En un tratado sobre feminismo socialista publicado en 1972, el Capítulo Hyde Park de la Unión de Liberación de Mujeres de Chicago diferenciaba entre el separatismo como una «posición ideológica» y como una «posición táctica». En el mismo documento, distinguieron además entre el separatismo como «práctica personal» y como «posición política».
En el ensayo Notes on Separatism and Power («Notas sobre separatismo y poder») de la feminista lesbiana Marilyn Frye (1978), la escritora postula el separatismo femenino como una estrategia practicada por todas las mujeres, en algún momento, y presente en muchos proyectos feministas (se podrían citar refugios de mujeres, cuotas electorales o programas de Estudios de la Mujer). Frye argumenta que es solo cuando las mujeres lo practican, de manera consciente como separación de los hombres, que se trata con controversia (o como ella sugiere: histeria, por parte de los conservadores). Por otro lado, el separatismo masculino (se podrían citar clubes de caballeros, sindicatos, equipos deportivos, militares y, más discutiblemente, puestos de toma de decisiones en general) se considera un fenómeno bastante normal, incluso conveniente.
Según Sarah Hoagland, algunas feministas separatistas creen que los hombres no pueden hacer contribuciones positivas al movimiento feminista y que incluso los hombres bien intencionados replican dinámicas patriarcales.

### Separatismo lésbico

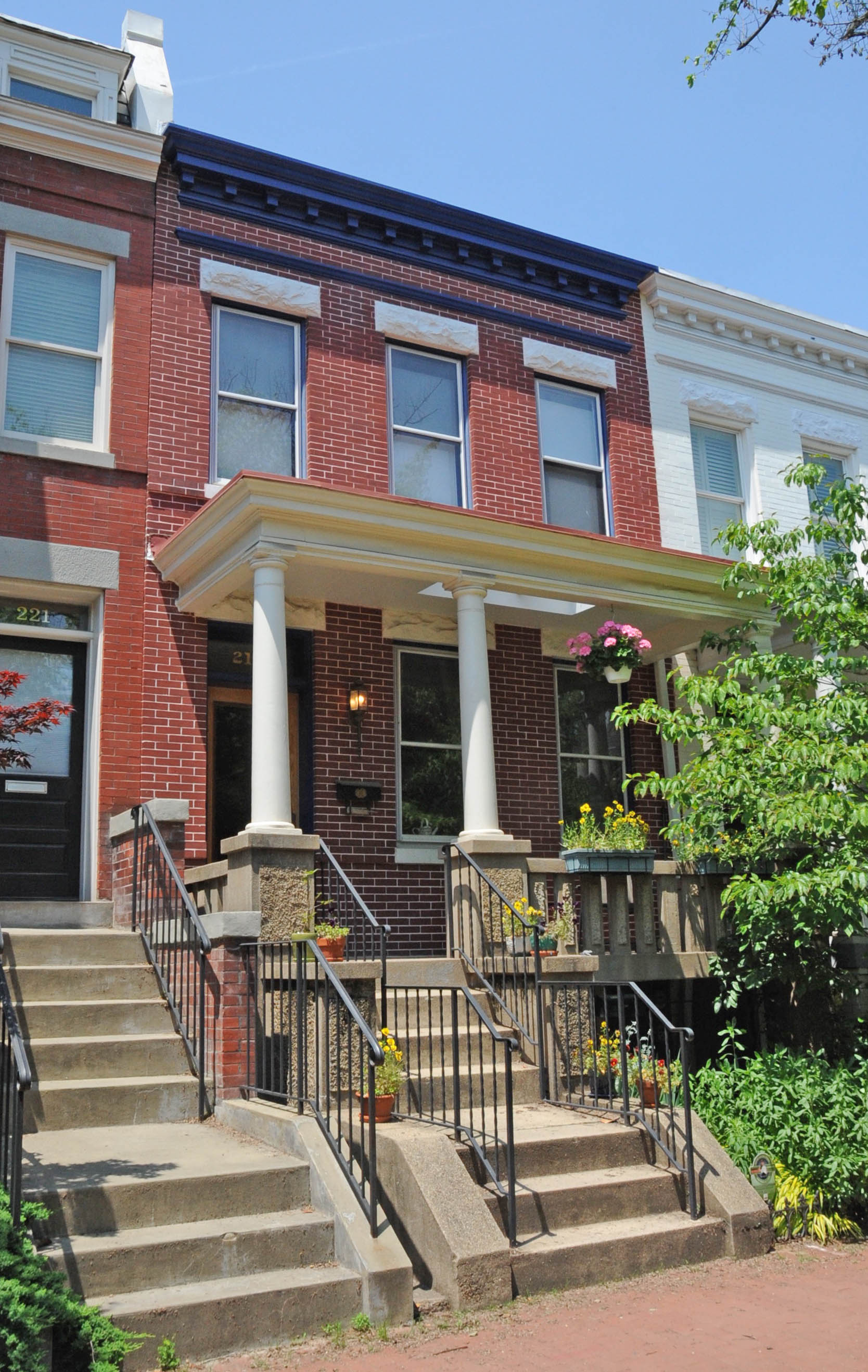
Edificio oficial de The Furies Collective en Washington, D.C. (Estados Unidos), medio feminista abiertamente separatista.

Charlotte Bunch, uno de los primeros miembros de The Furies Collective, consideraba el separatismo como una estrategia, un «primer paso» o un retiro temporal del activismo convencional para lograr objetivos específicos o mejorar el crecimiento personal.
En los Estados Unidos, el movimiento comenzó en 1970, cuando siete mujeres (incluida la activista lesbiana Dorothy Louise Taliaferro "Del" Martin) se enfrentaron a la Conferencia Norte de Organizaciones Homófilas sobre la relevancia del movimiento de derechos de los homosexuales para las mujeres dentro de él. Los delegados aprobaron una resolución a favor de la liberación de las mujeres, pero Del Martin sintió que no habían hecho lo suficiente y escribió If That All All There Is, un influyente ensayo de 1970 en el que denunció a las organizaciones de derechos de los homosexuales como sexistas. The Furies Collective, organización feminista radical, formaron una comuna en 1971 abierta solo a las lesbianas, donde publicaban mensualmente en favor del separatismo feminista lésbico. The Furies Collective consistían en doce mujeres, de dieciocho a veintiocho años, todas feministas, todas lesbianas, todas blancas, con tres hijos entre ellas. Estas actividades continuaron en la primera parte de la década de 1970. Otros grupos separatistas de lesbianas bien conocidos incluyen The Gutter Dykes, The Gorgons y The Radicalesbians.
En los países francófonos. Inspirado por los escritos de la filósofa Monique Wittig, el feminismo lésbico radical se originó en Francia a principios de la década de 1980, extendiéndose poco después a la provincia canadiense de Quebec. Wittig, haciendo referencia a las ideas de Simone de Beauvoir, desafía los conceptos del determinismo biológico, argumentando que aquellos en el poder construyen la diferencia de sexo y la diferencia de raza con el propósito de enmascarar conflictos de interés y mantener la dominación. Ella y sus seguidoras vieron la heterosocialidad y la heterosexualidad como aspectos del «heteropoder», fuertemente censurados.
En Estados Unidos las comunidades femeninas llamadas como «tierras de womyn» forman parte de un movimiento separatista femenino en favor de las mujeres homosexuales, centrados en temas del ecofeminismo. Según McGarry & Wasserman, el separatismo lésbico proporcionó oportunidades para «vivir sus vidas aparte de ... la sociedad dominante», y en la década de 1970 «un número significativo de feministas lesbianas se mudaron a las comunidades rurales».

## Recepción
En numerosas ocasiones representantes del feminismo negro como Beverly Smith y Barbara Smith mostraron su inconformidad con el separatismo feminista, al afirmar que esto destruye la alianza con varones de su misma condición racial para luchar contra la discriminación, al mismo tiempo, según ellas, las mujeres blancas del separatismo feminista tienen posturas racistas contra las mismas mujeres negras.
En 1983, el anarquista posizquierda Bob Black expresó su opinión sobre el feminismo, al poner en duda la práctica separatista en las relaciones sociales entre sexos.
Mientras aboga por una política ampliamente separatista, la feminista Sonia Johnson señala que el feminismo separatista corre el riesgo de definirse por lo que se separa, es decir, los hombres.
La poeta lesbiana Jewelle Gomez se refiere a su historia entrelazada con hombres negros heterosexuales y mujeres heterosexuales en su ensayo Out of the Past explica que «separarse de quienes han sido parte de nuestra supervivencia es un salto que muchas mujeres de color nunca podrían hacer».
La corriente masculina de Hombres siguiendo su propio camino (MGTOW, por sus siglas en inglés) suele ser puesta como el análogo sexual al separatismo feminista.
El feminismo radical trans excluyente es una rama del feminismo separatista lésbico que tiene una postura desfavorable a las mujeres trans y en general a los postulados de la teoría queer.

## En la cultura popular

### Escritos

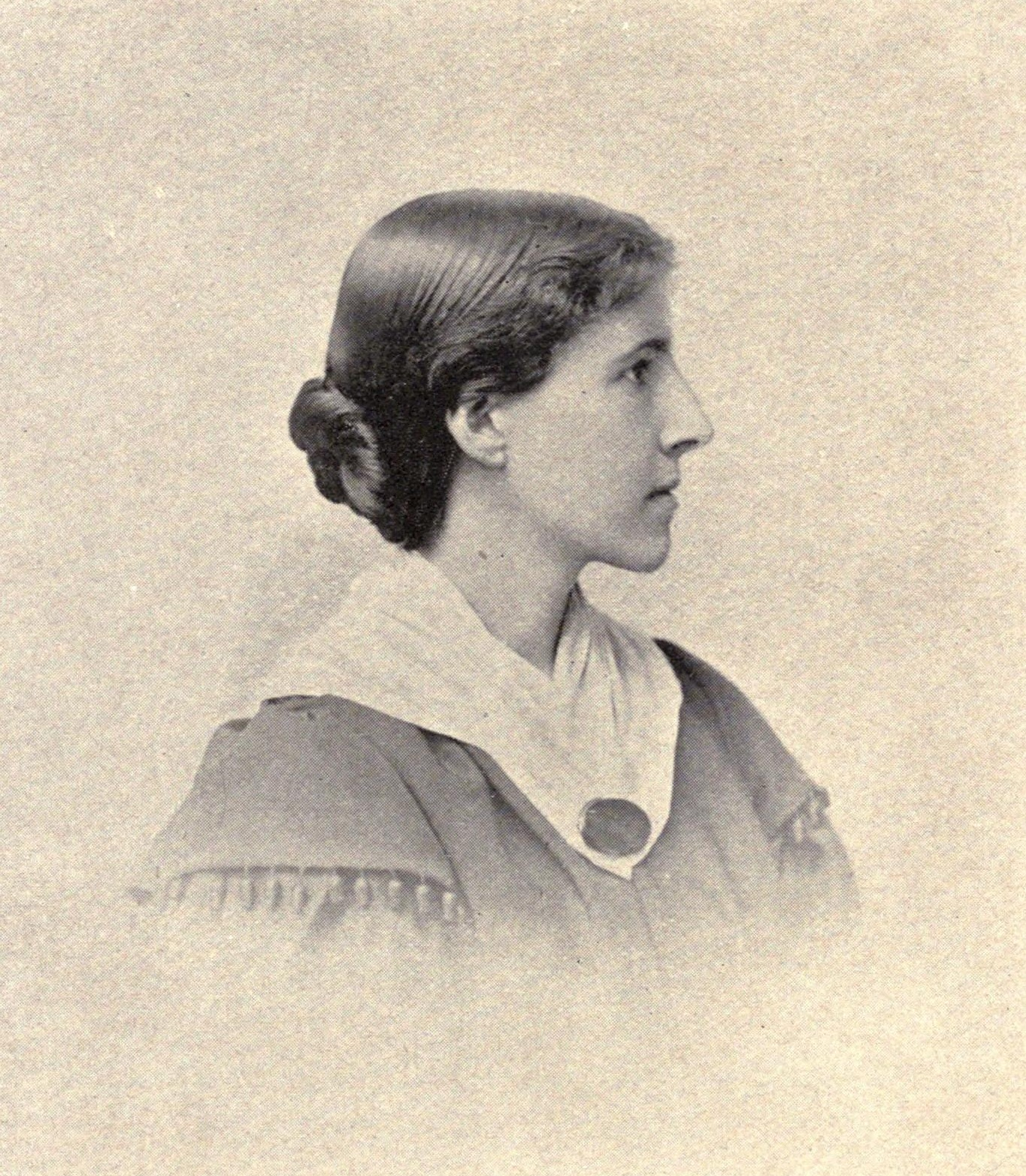
Charlotte Perkins Gilman fue una de las primeras personalidades feministas en expresarse de forma positiva a la idea de una separación por sexo y género desde la perspectiva femenina.

Durante la segunda ola del feminismo, las activistas crearon una red de publicaciones, prensas, revistas y publicaciones periódicas, conocidas como las mujeres en el movimiento impreso. Algunas designaron sus publicaciones periódicas y libros "solo para mujeres" o "solo para lesbianas".
Un ejemplo histórico es la novela feminista de ciencia ficción de Charlotte Perkins Gilman llamada Herland (1915). Ejemplos contemporáneos incluyen a Joanna Russ con The Female Man (1975) y a Nicola Griffith con Ammonite (1993).
The Wanderground, novela de 1979, que representa un mundo separatista entre hombres y mujeres desde una perspectiva lesbiana. The wanderground : stories of the hill women, un documental de 2018 escrito por Dianna Hunter, en donde la autora relata su experiencia en un colectivo separatista de lesbianas.
Lesbian Nation: The Feminist Solution, novela de 1973, es una colección de ensayos escritos por Jill Johnston, que se imprimieron originalmente en The Village Voice, donde Johnston analiza los elementos de la ruptura de las instituciones dominadas por los hombres.
For Lesbians Only: A Separatist Anthology, estudio de 1988, editado por Julia Penélope y Sarah Lucia Hoagland, es una colección de escritos sobre el separatismo lésbico.

### Publicaciones periódicas
Entre los periódicos separatistas de lesbianas notables de Estados Unidos se incluyen Common Lives/Lesbian Lives (Iowa, 1980–1996), Lesbian Connection (Michigan, 1974–presente), Sinister Wisdom (California, 1976–presente), Lesbian Tide (California, 1971–1980), WomanSpirit (Oregón, 1974–1984) Conditions (Nueva York, 1976–1990), y Azalea: A Magazine by Third World Lesbians (Nueva York, 1971–1980).
Otros ejemplos son la revista lésbica inglesa Gossip: A Journal of Lesbian Feminist Ethics, Lesbian Feminist Circle, un periódico solo para lesbianas producido colectivamente en Wellington, Nueva Zelanda, el periódico australiano Sage: The Separatist Age, la canadiense Amazones d'Hier, Lesbiennes d'Aujourd'hui, producido para público lésbico en Montreal, Quebec, y Killer Dyke, una revista de los "Flippies" (Partido Intergaláctico Feminista de Lesbianas), con sede en Chicago. The Furies fue un periódico estadounidense de The Furies Collective que tenía la intención de dar voz al separatismo lésbico, y funcionó desde enero de 1972 hasta mediados de 1973.

### Música
La década de 1970 fue un período activo de la llamada «música de mujeres», un género principalmente originado y apoyado por separatistas lesbianas. Las cantantes Maxine Feldman y Alix Dobkin fueron las pioneras de este género musical.
En Míchigan se celebraba un festival exclusivo para mujeres para alejarse del entorno masculino.
Olivia Records fue una compañía discográfica de Los Ángeles que patrocinaba a cantantes separatistas feministas, llegó a vender casi 2 millones de copias de álbumes con artistas intérpretes entre el público femenino. La compañía posteriormente dejó el negocio de la música y se pasó al turismo convirtiéndose en una agencia de viajes solo para lesbianas.